# بید علفی پیچیده
بید علفی پیچیده، علف خر پیچیده (نام علمی: Epilobium confusum) نام یک گونه (زیست‌شناسی) از سرده بید علفی است.